# Mirhipipteryx unispinosa
Mirhipipteryx unispinosa is een rechtvleugelig insect uit de familie Ripipterygidae. De wetenschappelijke naam van deze soort is voor het eerst geldig gepubliceerd in 1989 door Günther.